# 神戸市立千代が丘小学校
神戸市立千代が丘小学校（こうべしりつ ちよがおかしょうがっこう）は、兵庫県神戸市垂水区上高丸1丁目に所在する公立小学校。

## 沿革
- 1974年（昭和49年）
  - 4月1日 - 神戸市立垂水小学校より分離開校。
  - 9月14日 - 校章制定。[1]

## 通学区域と進学先中学校
いずれも神戸市垂水区に属する。
- 神戸市立垂水中学校
  - 千代が丘1・2丁目、上高丸1丁目、旭が丘3丁目
- 神戸市立星陵台中学校
  - 星が丘1 - 3丁目

## 校区内の主な施設
- 神戸朝鮮高級学校
- 神戸市立垂水中学校
- 神戸旭が丘郵便局

## 通学区域が隣接している学校
- 神戸市立千鳥が丘小学校
- 神戸市立垂水小学校
- 神戸市立霞ケ丘小学校
- 神戸市立東舞子小学校